# Ellenberg-indicatorwaarde
Een ellenberg-indicatorwaarde, ellenberggetal (of indicatorwaarde volgens Ellenberg) is een indicatie (in de vorm van een getal of een ander symbool) om de ecologische voorkeur (standplaatsfactoren) van wilde vaatplanten te kwantificeren en deze zo te kunnen vergelijken met andere soorten. Het model is ontwikkeld door de Duitse vegetatiekundige Heinz Ellenberg (1913-1997) en werd in 1974 voor het eerst toegepast door Ellenberg voor de flora van Midden-Europa.

## Omgevingsfactoren
Ellenberggetallen worden gegeven bij ordinatie van soorten in vergelijkbare niches. Er wordt gekeken naar de volgende omgevingsfactoren:
- Zuurtegraad van de bodem (de pH)
- Productiviteit (de hoeveelheid nutriënten in de bodem)
- Temperatuur (bij welke temperaturen kan een soort groeien)
- Bodemtemperatuur (temperatuurfluctuaties van de bodem)
- Bodemvocht (hoeveelheid vocht in de bodem)
- Saliniteit (zoutgehalte van de bodem)
- Licht (intensiteit van licht)

Elke abiotische factor kan meestal beoordeeld worden op een schaal die loopt van 1 tot 9, met uitzondering van bodemvocht dat tot 12 loopt. Een plant die midden in de zon op een veld groeit krijgt voor licht bijvoorbeeld een 8, terwijl een plant die in de schaduw van bomen groeit slechts een 2 krijgt.
Bij een zeer grote tolerantie voor een bepaalde milieufactor is het ellenberggetal onbepaald en wordt het aangegeven met een X. De combinatie van waarden (getallen) geeft een beeld van de ecologische positie van de soort ten opzichte van andere soorten.